# Wanmai Setthanan
Wanmai Setthanan (thailändisch วันใหม่ เศรษฐนันท์, * 12. Januar 1986) ist ein thailändischer Fußballspieler.

## Karriere
Wanmai Setthanan spielte 2013 beim Sisaket FC. Der Verein aus Sisaket spielte in der ersten Liga des Landes, der Thai Premier League. Von 2014 bis 2017 stand er bei Super Power Samut Prakan FC unter Vertrag. Ende 2017 musste er mit dem Club als Tabellenletzter den Weg in die Zweitklassigkeit antreten. Für Super Power absolvierte er 82 Erstligaspiele. 2018 unterschrieb er einen Einjahresvertrag beim Erstligaaufsteiger PT Prachuap FC aus Prachuap. Für PT stand er 2018 achtmal auf dem Spielfeld. Der Erstligaaufsteiger Chiangmai FC aus Chiangmai nahm ihn die Saison 2019 unter Vertrag. 16 Erstligaspiele absolvierte er für Chiangmai. Am Ende der Saison musste er mit dem Club den Weg in die Zweitklassigkeit antreten. 2020 nahm ihn der Zweitligist MOF Customs United FC aus der Hauptstadt Bangkok unter Vertrag. Für die Customs absolvierte er 15 Zweitligaspiele. Ende Dezember 2020 unterschrieb er einen Vertrag beim ebenfalls in der zweiten Liga spielenden Phrae United FC. Hier stand er bis Saisonende unter Vertrag. Zu Beginn der Saison 2021/22 unterzeichnete er einen Vertrag beim Zweitligaaufsteiger Lamphun Warriors FC. Am Ende der Saison feierte er mit dem Verein aus Lamphun die Meisterschaft der zweiten Liga und den Aufstieg in die erste Liga. Für Lamphun absolvierte er 19 Spiele in der ersten Liga. Zu Beginn der Saison 2022/23 wechselte er im Juni 2022 in die dritte Liga, wo er einen Vertrag bei Pattaya Dolphins United unterschrieb. Mit dem Verein aus dem Seebad Pattaya spielte er in der Eastern Region der Liga. Mit dem Verein wurde er am Ende der Saison Meister der Region. In den Aufstiegsspielen zur zweiten Liga konnte man sich jedoch nicht durchsetzen. Da dem MH Nakhonsi City FC die Zweitligalizenz verweigert wurde, stieg Pattaya als Gesamtvierter der dritten Liga in die zweite Liga auf. Nach insgesamt 53 Ligaspielen wechselte er im Januar 2025 zum Drittligisten Navy FC. Mit dem Verein aus Sattahip spielt er in der Eastern Region der Liga. Am Ende der Saison 2024/25 feierte er mit dem Verein die Meisterschaft der Region.

## Erfolge
Lamphun Warriors FC
- Thailändischer Zweitligameister: 2021/22  ▲

Pattaya Dolphins United
- Thai League 3 – East: 2022/23  ▲

Navy FC
- Thai League 3 – East: 2024/25